# Metapezizella phyllachorivora
Metapezizella phyllachorivora är en svampart som beskrevs av Petr. 1968. Metapezizella phyllachorivora ingår i släktet Metapezizella och familjen Helotiaceae.   Inga underarter finns listade i Catalogue of Life.